# Tethyaster subinermis
Tethyaster subinermis is een kamster uit de familie Astropectinidae.
De wetenschappelijke naam van de soort werd, als Asterias subinermis, in 1837 gepubliceerd door Rodolfo Amando Philippi.